# 木島佳苗連續騙婚殺人詐財事件
木嶋佳苗連續騙婚殺人詐財事件，又稱首都圈連續可疑死亡事件（日语：首都圏連続不審死事件），是發生於日本，名為木嶋佳苗（日语：木嶋 佳苗，1974年11月27日出生）的女子利用結婚名義接近被害男子而謀財害命的多宗事件。此案曝光於2009年，經調查後木嶋佳苗被埼玉市地方裁判所以詐欺、詐欺未遂、偷竊、殺人等多項罪名起訴，經過三審於2017年由最高裁判所駁回上訴、死刑定讞。
由於此案係假藉結婚活動所犯下的各種罪行，在日本亦稱為「結婚活動殺人事件」、「婚活大量殺人事件」、「婚活連續殺人事件」。

## 案發經過
2009年8月6日，埼玉縣富士見市月租停車場內的車輛內發現一具41歲男子C的遺體，死者的死因為燒炭導致一氧化碳中毒；但由於此案不像自殺、且具有多處疑點，埼玉縣警察認為有可疑，著手調查。
埼玉縣警察調查後鎖定死者的女友木嶋佳苗為嫌疑犯，進一步調查後發現當年34歲、無固定住所及工作的木嶋佳苗除了C以外，當時與過去曾有多位情夫，其中不少人非正常死亡。埼玉縣警察依此斷定此案為假藉結婚名義的謀財害命，9月25日以涉嫌詐騙逮捕木嶋佳苗，同時還查獲她從同居的40歲千葉縣男子手中騙取450萬日圓。
至2010年1月，木嶋佳苗因涉嫌連續七次詐騙再度被捕，警方遂以涉嫌詐騙及謀殺等原因深入調查木嶋佳苗；同年2月22日，檢方以木嶋佳苗涉嫌謀殺男子A正式起訴她；連同過往的竊盜罪及詐騙罪，這是木嶋佳苗第六次被起訴。10月29日，木嶋佳苗被控涉嫌殺害一名死於東京都青梅市的53歳男子，再度被捕。檢方指木嶋佳苗將該男子殺害後，再佈置為死者自殺。檢方指出，被害者遺體雖然初步被判定為「自殺」，卻沒有經過解剖程序，在缺乏死因根據的情況下，此案的立案相當不尋常。

## 受害者一覽

### 重大命案
千葉縣松戸市的70歲男子命案
2007年8月，千葉縣松戶市70歲男子死於家中浴室，死因不明。
死者生前交付給木嶋佳苗的金錢共計約7400萬日圓。
東京都青梅市的53歲男子A命案（已起訴）
東京都青梅市的53歲男性上班族A因一氧化碳中毒死亡，死亡推測時間落在2009年1月30日至1月31日間，但2月4日才被發現。
A的帳戶留有在他死亡前不久轉帳1700萬日圓到木嶋佳苗帳戶的記錄。
千葉縣野田市的80歲男子B命案（已起訴）
2009年5月15日，千葉縣野田市的80歲男性B死於家中，遺體所在的和室附近發現數個遺留的木炭，死因研判為一氧化碳中毒，其後住家發生火災，全部燒光。
B的父親是知名畫家，之前B家中的父親畫作遭竊並賣得高價，B沒有懷疑木嶋佳苗，反而懷疑自己的親人；而在B死亡後不久，木嶋佳苗從他的銀行帳戶取出約190萬日圓。
東京都千代田區41歳男子C命案（已起訴）
2009年8月6日，東京都千代區的41歲男性上班族C被發現死於埼玉縣富士見市月極停車場中的租賃車輛中，死因為一氧化碳中毒。
木嶋佳苗假藉要和C結婚的名義，從C手中取得約470萬日圓。
其他
除上述命案，木嶋佳苗被懷疑與兩位死亡時間不明的關東男性命案有關。

### 詐欺、詐欺未遂、偷竊
靜岡縣的40多歲男子（詐欺罪）
2008年9月至12月間，合計被木嶋佳苗騙走130萬日圓。
長野縣的50多歲男子（詐欺罪）
2008年10月至12月間，合計被木嶋佳苗騙走190萬日圓。
靜岡縣的40多歲男子（竊盜罪）
2009年1月10日與木嶋佳苗投宿於飯店時，入睡後錢包被偷取5萬日圓。
50多歲男子（詐欺未遂罪）
2009年7月中旬至下旬期間，被木嶋佳苗騙走100多萬日圓。
東京都的41歲男子（詐欺罪）
2009年7月24日，被木嶋佳苗騙走400多萬日圓。
長野縣的50多歲男子（詐欺未遂罪）
2009年8月，被木嶋佳苗騙走約140萬日圓。
埼玉縣的30多歲男子（詐欺未遂罪）
2009年8至9月間，據說被木嶋佳苗拿走約70萬日圓。

## 嫌疑人相關
詐欺手法
據說木嶋佳苗是個巧言如簧的人，用騙來的錢租下西池袋3丁目月租22萬日圓的高級大廈，出入皆以賓士代步。
此外，木嶋佳苗使用假名「吉川櫻」，謊稱父親是東大教授，自己是鋼琴老師及營養調理師。
札記與小說
木嶋佳苗的札記及小說連載於《女性自身》雜誌，2015年，角川書店出版其小説《禮讚》（礼讃）。
部落格
2014年1月5日起，支持者幫忙將木嶋佳苗寫下的文字更新至部落格上。

## 開庭審理
涉及木嶋佳苗的刑事案件全由埼玉地方裁判所審理，案件包含三件命案、六件詐欺及詐欺未遂案、以及一件竊盜案。
第一次審訊為2012年1月10日，最終判決為4月13日，從1月5日選任裁判員至審理結束耗時近100天，審理時間相當長。
下列三件命案，檢察官提出下述狀況證據：
三件命案的共同點
- 三個命案現場燒剩的木炭皆為同一品牌，是木嶋佳苗在蓄意殺人前所購買。
- 三件命案的被害人最後見到的人都是木嶋佳苗。

A命案
- A的個人電腦及鑰匙從其住家被拿走。
- 木炭總重量約20公斤，並非由A開車或騎腳踏車運回家中，也查無A租車的記錄，木炭也不是A住所附近所購得；此外亦查無A從網上訂購的記錄。

B命案
- B生前並無服用安眠藥的習慣，但遺體卻檢出超過常用劑量10倍的安眠藥。
- 遺體喉頭理論上應附有因火災造成一氧化碳中毒的碳粉，但解剖的結果發現喉上幾乎沒有碳粉附著。

C命案
- C的死亡現場並無發現租車的車匙，特地在自殺前將車鑰棄置他處並不合理。
- 死亡現場的租用車輛中發現有點炭的火柴棒，卻沒有找到火柴盒，特地在自殺前將火柴盒丟棄於他處也相當不合理。
- C的手部並無碳粉附著，也不像有接觸過木炭，現場亦並無尋獲手套。

木嶋佳苗的辯護律師則以「木嶋佳苗是受死者所託將木炭交給死者，死者的死因或為木島佳苗提出分手導致死者尋短，或為意外」為訴求，主張木嶋佳苗無罪。
木嶋佳苗在上訴審理判決下來後，在監獄中結婚，改變了姓氏。
2017年4月14日，木嶋佳苗確定死刑，成為日本二戰投降後第15位女性死刑犯，日本史上第一位由裁判員判決的女性死刑犯。

## 脚注
1. ↑  . 読売新聞. 2010-02-01  [2010-02-15]. （原始内容存档于2010-02-04）.
2. ↑  . 時事通信. 2009-11-03  [2010-02-15].[]
3. ↑  連続不審死事件の木嶋佳苗被告、赤裸々すぎる“私小説” 性の目覚めから売春… （页面存档备份，存于） ZAKZAK 2013年10月18日
4. ↑  . 週刊文春. 2014-02-26  [2014-04-01]. （原始内容存档于2014-04-07）.
5. ↑  【図解・社会】首都圏連続不審死・木嶋佳苗被告の起訴内容と罪状認否（2012年1月） （页面存档备份，存于） 時事通信社

## 註解
1. ↑  事件编号为“平成21年（わ）第1809号等”

## 外部連結
- 木嶋佳苗の拘置所日記官方博客

## 關連項目
- 鳥取連續可疑死亡事件
- 關西氰酸連續死亡事件